# Фракционирование химических элементов в земной коре
Фракционированием природных веществ — разделение элементов из единого массива под влиянием изменения физико-химических параметров вмещающей среды. При анализе фракционирования рассматривается поведение как минимум двух элементов.

## Общие вопросы фракционирования
Выделяются виды фракционирования:
1. Разделение элементов происходит в процессе движения некоторого потока. В качестве примера: разделение элементов в гидротермальном потоке. Здесь на элементы влияют как изменение параметров потока (температура (Т), давление (Р), химический потенциал), так и кинетические параметры (например, скорость движения) потока. В результате в пространстве происходит разделение мест накопления элементов, образуя так называемую геохимическую зональность. В установлении этой зональности существенную роль сыграли учёные ИМГРЭ: Э. Н. Баранов, А. И. Головин, Л. Н. Овчинников, С. В. Григорян и др.[1],[2].
2. Разделение элементов под влиянием условий образования минерала. Следствием этого является перераспределение элементов между минералами, причём характер этого процесса полностью описывается законами термодинамики. Это позволяет использовать концентрации элементов в двух сосуществующих минералах для оценки условий их образования.

В наибольшей степени изучено фракционирование стабильных изотопов лёгких элементов. Существенный вклад в решение этой задачи внесли американцы Бигелейзен  и Ботинга. Применительно к радиогенным элементам (в первую очередь к урану и свинцу) некоторые теоретические исследования были выполнены H.C.Urey, который выявил слабое влияние на их разделение внешних параметров среды и тем самым наложил вето на дальнейшее их изучение.
Между этими системами существует ещё одно различие: в системах стабильных изотопов все элементы являются породообразующими, отражая крайний случай изоморфизма. Это и определяет возможность их использования для решения физико-химических задач. В радиогенных системах дочерний элемент не является изотопным элементом относительно материнского изотопа. Все дочерние элементы, занимая различные места в  периодической системе Д. И. Менделеева, отличаются от материнских по всем параметрам, и прежде всего по размерным. Поэтому кроме влияния Т их распределение существенно зависит от давления и других физико-химических условий среды минералообразования.
Проблема фракционирования радиогенных элементов изучена весьма слабо. Г.Фор и Д.Пауэл  отмечали равномерное распределение радиогенных изотопов и изобаров (РГИИ) в расплавленной магме, сохраняющееся при кристаллизации, а дискордантность связывали с эпигенетическими процессами. Однако данное утверждение, принимаемое в качестве аксиомы, не согласуется с учитываемым при геобаротермометрических исследованиях явлением фракционирования изоморфных и изотопных элементов, проявляющих физико-химическую аналогию с РГИИ.

## Уровни изучения фракционирования
Можно выделить два уровня изучения фракционирования.
Первый уровень обусловлен теоретическим анализом условий этого фракционирования, описанным в . В советской геохимии эти исследования представлены прежде всего в работах С. З. Рогинского (1900—1970 гг.) и А. И. Бродского http://www.warheroes.ru/hero/hero.asp?Hero_id=12882  (19.06.1895 - 21.08.1969). Бигелейзен и Ботинга довели эти исследования до логического конца, то есть до методики использования их на практике. Относительно U и Pb теоретические исследования проведены только H.C. Urey.
Второй уровень обусловлен анализом фактического распределения РГИИ в природных условиях.
Результаты исследований позволили выделить группы тем, которые отражают возможность фракционирования изотопов и изобаров.

## Природное фракционирование радиогенныхизотоповиизобаров
Она включает анализ распределений радиогенных изотопов (изобаров) в экзоконтактах интрузий, совместного поведения их со стабильными изотопами лёгких элементов и в отдельных минералах.

### Фракционирование в экзоконтактах интрузий
Эти исследования проведены преимущественно для стабильных изотопов лёгких элементов (далее СИЛЭ). Было изучено поведение не только изотопов кислорода и углерода, но и Li, K (И. М. Морозова и др.), Mg и Ca (В. С. Лепин и др., 1969;), B (Ю. П. Шергина и др.) и др. Как правило у Li и K происходит обогащение лёгким изотопом центральных частей метасоматических зон и отгонка тяжёлых разностей в краевые части. У Mg и Ca отмечается чёткая зависимость от концентрации самого элемента, соответствуя правилу Бачинского . Ю. П. Шергина и А. Б. Каминский установили относительное увеличение изотопа 11B по мере удаления от полиметаллического рудного тела. Подобное поведение отмечает Т. Е. Ловеринг  для изотопа O по мере удаления от рудной брекчии. Он же наблюдал облегчение изотопного состава C в кальцитах по мере приближения к интрузии.
Что касается радиогенных изотопов и изобаров, то таких данных намного меньше. Э. Л. Ланда и др. наблюдали изменение изотопов Sr в апатитах и апатитоносных породах карбонатитовых комплексов Ковдорского и Гулинского массивов. Харт С. Р. установил псевдоомоложение возраста на контакте интрузии Эльдора и Одубан-Альбия. Возраст интрузии Эльдора по БИ по методу Ar — K оценивается в 68 — 80 млн лет. Возраст роговой обманки изменяется в зависимости от расстояния от контака: на расстоянии 1 — 76 м колеблется от 120 до 1150 млн лет с максимумом в 1160 млн лет на отметке 41 м. Аналогичная ситуация отмечается по биотиту около интрузии Одубан-Альбия по данным Rb-Sr- метода; близкие ситуации описывал и Г. Ш. Ашкинадзе  в экзоконтакте интрузии Озёрная Варака.
Поведение изотопов Pb в экзоконтактовых зонах кварц-монцонитовой интрузии Eldora Stock в Colorado описали Dow B.R. et al.. В ортоклазах изменяется не только валовое количество Pb, но и величины изотопных отношений: с удалением от контакта величина отношений 206Pb/204Pb и 207Pb/204Pb существенно уменьшается. Детальный анализ поведения изотопов в термальном поле провёл Hart S.R. на основе изучения биотита, полевого шпата (без детализации вида) и горнблендита методами Ar — K и Rb — Sr. По этим данным почти для всех минералов собственно в зоне контакта происходит псевдоомоложение пород, которое необходимо рассматривать как проявление миграции изобаров в температурном поле.
Таким образом на формирование соотношений радиогенных изотопов и изобаров существенным образом влияет фактор температуры и весьма возможно давления.

### Сораспределение со стабильными изотопами лёгких элементов (СИЛЭ)
При анализе СИЛЭ установлено существенное влияние на их распределение температурных условий образования минералов. Показано, что в этом случае распределение изотопов пары сосуществующих элементов, например, С — О (в кальцитах), Н — О (в слюдах) и др, или изотопов одного элемента в сосуществующих минералах, например, для кислорода — Кварц — Биотит или серы в Галенит — Пирит, в изотермических условиях описывается уравнением прямой линии. При решении обратной задачи если в изотермических условиях распределение изотопов в паре с изотопами известного элемента в качестве эталона описывается уравнением прямой линии, то можно говорить о влиянии температуры на распределения изотопов обоих элементов. Поэтому в этом случае и рассматривается совместное поведение РГИИ и СИЛЭ в каком-нибудь температурном поле. В относительно большом количестве описывается совместное поведенение отношения 87Sr/86Sr  и величиной δ18О. Известны единичные работы для систем iPb — S и (Ar-K)-δ18О.
Проведённые работы по изучению совместного поведения изотопов стронция и кислорода в базальтах Коста Рики (Barrett ), в кимберлитах Якутии (Костровицкий ), карбонатитов (Б.Г.Покровский и др.), смектитах , минералах гранитов Альп  и пр., а также изотопов Pb и S в галенитах (Иллинойс, Kulp J.L. et al,; В.И. Виноградов, А.И.Тугаринов и др.) выявили довольно высокую корреляцию между изотопами этих элементов.Часто описывалась прямая зависимость между 14С и δ13C,  (Виноградов В. И.;; и др.).
В отдельных работах сравнивался изотопный состав кислорода с возрастом пород и минералов, определённым K-Ar-методом (Garlick et al.).
Во всех случаях выявление линейных зависимостей объясняется исключительно явлениями смешения (контаминации)(например, Костровицкий; А.А.Конев; Taylor ). Более правдоподобно предположение о наличии здесь изотермического перераспределения изотопов.
Влияние давления не однозначно. На изотопы, размерные параметры атомов которых слабо отличаются, давление слабо влияет при значениях до 1 кбар. Эти выводы подтверждены экспериментальными исследованиями R.N.Claton  и P.Harting  и др. Изобары существенно отличаются друг от друга, поэтому давление на их распределение влияет значительно.

### Фракционирование между минералами
В геохронологических уравнениях содержания элементов выражаются количеством атомов без уточнения единицы измерения, хотя правильнее — числом атомов в единице объёма вещества. В современной аналитике содержания элементов определяются в относительных единицах — %, г/т и пр. Поэтому последние необходимо перевести в систему единиц геохронологических уравнений. 

В системе физических величин основными параметрами, характеризующими количество вещества, являются масса (г) и объём (см³, а величиной, адекватно отражающей эти парамметры, — плотность (или удельный вес) d этого вещества.
Пусть N* — число атомов в единице объёма, С — относительная концентрация этого элемента в соединении, М — масса одного атома этого вещества. Тогда N*= Cd/М. Так как М принципиально не влияет на последующие выводы, то опуская его получим равенство N = Cd, показывающее общую массу атомов изотопа в единице объёма. Дальнейший анализ проведём для изотопа 206Pb, для которого имеем {\displaystyle ^{206}Pb=^{238}U\cdot {(e^{\lambda _{8}t}-1)}}. Сокращённо это уравнение перепишем в виде
{\displaystyle ^{6}N=^{8}N\cdot {S_{o}}\qquad {(1)}} ,
где 6N- число атомов изотопа 206Pb, образовавшихся за время t, 8N — число атомов урана 238U, оставшихся после распада; {\displaystyle \lambda _{8}} — постоянная распада атомов урана 238U; So-функция времени. При t = const, уравнение (1) представляет собой уравнение изохроны с угловым коэффициентом So. В билогарифмических координатах это уравнение принимает вид:
{\displaystyle ln{(^{6}N)}=ln{(^{8}N)}+ln{S_{o}}\qquad {(2)}}.
После преобразований уравнение (1) приводится к виду
{\displaystyle (^{6}C)\cdot {d}=(^{8}C)\cdot {d}\cdot {S_{o}}\qquad {(3)}}.
В случае изучения одной пробы величина d сокращается. Однако для надёжной оценки возраста  необходимо использовать две пробы для построения изохроны с измеренными плотностями d1 и d2. В этом случае угловой коэффициент S* квазиизохроны определяется из равенства
{\displaystyle S^{*}={\frac {(^{6}C_{2}-^{6}C_{1})({\frac {d_{1}}{d_{2}}})}{(^{8}C_{2}-^{8}C_{1})({\frac {d_{1}}{d_{2}}})}}\qquad {(4)}}
Это равенство свидетельствует о зависимости углового коэффициента изохроны от плотности минералов. Это положение иллюстрируется таблицей 1 и рис.2.
| Таблица 1. Зависимость изотопных отношений от плотности минералов в изобарных системах. | Таблица 1. Зависимость изотопных отношений от плотности минералов в изобарных системах. | Таблица 1. Зависимость изотопных отношений от плотности минералов в изобарных системах. | Таблица 1. Зависимость изотопных отношений от плотности минералов в изобарных системах. | Таблица 1. Зависимость изотопных отношений от плотности минералов в изобарных системах. | Таблица 1. Зависимость изотопных отношений от плотности минералов в изобарных системах. | Таблица 1. Зависимость изотопных отношений от плотности минералов в изобарных системах. |
| --------------------------------------------------------------------------------------- | --------------------------------------------------------------------------------------- | --------------------------------------------------------------------------------------- | --------------------------------------------------------------------------------------- | --------------------------------------------------------------------------------------- | --------------------------------------------------------------------------------------- | --------------------------------------------------------------------------------------- |
| Минералы                                                                                | Породы                                                                                  | Плот- ность, г/см³                                                                      | Отношения содержаний изотопов                                                           | Отношения содержаний изотопов                                                           | Отношения содержаний изотопов                                                           | Источник анализов                                                                       |
| Минералы                                                                                | Породы                                                                                  | Плот- ность, г/см³                                                                      | Rb/Sr                                                                                   | 87Rb/86Sr                                                                               | 87Sr/86Sr                                                                               | Источник анализов                                                                       |
| Калишпат                                                                                | Сиенит                                                                                  | 2,56                                                                                    | 0,1584                                                                                  | 0,4587                                                                                  | 0,70606                                                                                 | [ 44 ]                                                                                  |
| Нефелин                                                                                 | Сиенит                                                                                  | 2,60                                                                                    | 0,0614                                                                                  | 0,1777                                                                                  | 0,70454                                                                                 | [ 44 ]                                                                                  |
| Арвфедсонит                                                                             | Сиенит                                                                                  | 3,45                                                                                    | 0,0057                                                                                  | 0,0166                                                                                  | 0,70372                                                                                 | [ 44 ]                                                                                  |
| Сфен                                                                                    | Сиенит                                                                                  | 3,56                                                                                    | 0,0002                                                                                  | 0,0007                                                                                  | 0,70367                                                                                 | [ 44 ]                                                                                  |
| Калишпат                                                                                | Уртит                                                                                   | 2,56                                                                                    | 26,55                                                                                   | 79,56                                                                                   | 1,1121                                                                                  | [ 44 ]                                                                                  |
| Нефелин                                                                                 | Уртит                                                                                   | 2,60                                                                                    | 2,61                                                                                    | 7,69                                                                                    | 0,744                                                                                   | [ 44 ]                                                                                  |
| Эвдиалит                                                                                | Уртит                                                                                   | 2,92                                                                                    | 0,0012                                                                                  | 0,0034                                                                                  | 0,70386                                                                                 | [ 44 ]                                                                                  |
| Калишпат                                                                                | Метапелит                                                                               | 2,59                                                                                    | 0,102                                                                                   | 0,468                                                                                   | 0,71552                                                                                 | [ 43 ]                                                                                  |
| Плагиоклаз                                                                              | Метапелит                                                                               | 2,76                                                                                    | 0,030                                                                                   | 0,0872                                                                                  | 0,71532                                                                                 | [ 43 ]                                                                                  |
| Калишпат                                                                                | Гранулит                                                                                | 2,56                                                                                    | 0,857                                                                                   | 2,47                                                                                    | 0,77341                                                                                 | [ 43 ]                                                                                  |
| Плагиоклаз                                                                              | Гранулит                                                                                | 2,76                                                                                    | 0,244                                                                                   | 0,708                                                                                   | 0,71980                                                                                 | [ 43 ]                                                                                  |
| Примечание: калишпат — сокращённо от калиевого полевого шпата.                          |                                                                                         |                                                                                         |                                                                                         |                                                                                         |                                                                                         |                                                                                         |

Дополнительную информацию о разделении изотопов и изобаров даёт анализ распределений изотопных (изобарных) отношений между минералами. Пример подобных распределений приведён на рис. 2. В этих случаях экспериментальные точки располагаются на прямых с угловым коэффициентом s ≠ 1.
На практике косвенно фракционирование иллюстрировалось рядами распределения возрастов по минералам и методам определения возраста. Например, построены последовательности: для Карелии — ПЛ(Rb-Sr)>МУ(Rb-Sr)>МУ(K-Ar)≈Ми(Rb-Sr)>БИ(Rb-Sr), где МИ- микрклин, МУ- мусковит; для Финляндии- МИ(Rb-Sr)>МУ(Rb-Sr)>БИ(Rb-Sr)≈БИ(K-Ar). Более строго это сопоставление осуществляется на основе сравнения по минералам значений отношений соответствующих изотопов. В качестве примера в таблице № 2 приведены некоторые ряды по величинам этих отношений:
| Система                       | Изотопно- изобарные отношения | Последовательности минералов |
| Изотопная                     | 206Pb\204Pb                   | СФ > АП,МТ >БИ,ПЛ >КШ        |
| Изотопная                     | 207Pb/204Pb                   | СФ >АП, МТ> БИ, ПЛ >КШ       |
| Изотопная                     | 208Pb/204Pb                   | СФ >АП, МТ> БИ, ПЛ >КШ       |
| Изотопная                     | 87Sr/86Sr                     | БИ> КШ >ПЛ                   |
| Изобарная                     | 87Sr/87Rb                     | ПЛ > КШ > БИ ≈ МУ            |
| Изобарная                     | 40Ar/40K                      | АМ > БИ > КШ > МУ,БИ > ПЛ    |
| Примечание:АМ-амфибол;СФ-сфен |                               |                              |

Картина распределений минералов по этим отношениям выявляется и при сопоставлении ранжированных по величине плотности d (эталонных) последовательностей минералов, расположенных по убыванию плотности, и таковых по изотопным (изобарным) отношениям. В каждой паре минералов на первое место ставился минерал с большей величиной d. Если при этом изотопные (изобарные) отношения оказывались подобны отношениям плотностей минералов, такие пары назывались нормальными, в противном случае- инверсными. Далее по соотношению нормальных и инверсных пар строились генеральные последовательности расположения минералов. Сравнение этих последовательностей с эталонными производилось с помощью показателя (индекса) различия J. Результаты этих сравнений отображены в таблице № 3 в виде генеральных последовательностей. Для сравнения приведены последовательности минералов по величинам δ18О.
Проведённые исследования показали, что в изотопных системах тяжёлый изотоп скапливается в минералах с повышенной плотностью, в то же время в изобарных системах эту тенденцию проявляет изобар с минимальными размерами. В более общем случае в более тяжёлом минерале накапливается преимущественно элемент с большей атомной (ионной) плотностью.
| Таблица 3. Генеральные последовательности минералов по величинам отношений. | Таблица 3. Генеральные последовательности минералов по величинам отношений. | Таблица 3. Генеральные последовательности минералов по величинам отношений. | Таблица 3. Генеральные последовательности минералов по величинам отношений. |
| --- | --------------------------------------------------------------------------- | --------------------------------------------------------------------------- | --------------------------------------------------------------------------- |
| Система | Изотопно- изобар- ные отношения                                             | Генеральные последовательности минералов                                    | J                                                                           |
| Изотопная | Эталон                                                                      | УР > ГН > ПИ > МН > МТ > ЦР > ПХ > ОР > СФ > АП > БИ > КВ > ПЛ > КШ         |                                                                             |
| Изотопная | 206Pb\204Pb                                                                 | УР > (ГН,ПХ) > МН ≈ ЦР > (ОР,СФ) > АП > МТ > (ПИ,БИ) > (КВ,ПЛ) > КШ         | 0,13                                                                        |
| Изотопная | 207Pb/204Pb                                                                 | УР > ГН > МН ≈ ЦР ≈ ОР > (ПХ,СФ) > МТ > АП > (ПИ,БИ) > (КВ,ПЛ) > КШ         | 0,15                                                                        |
| Изотопная | 208Pb/204Pb                                                                 | (МН,ОР) > [(УР ≈ ГН),ПР] > МТ ≈ (ПХ,СФ) > АП ≈ (ПИ,БИ) > (КВ,ПЛ) > КШ       | 0,13                                                                        |
| Изотопная | δ18О                                                                        | КВ > КШ > ПЛ > АМ > БИ > КП > ОЛ > МТ (кислые породы,)                      | 0,95                                                                        |
| Изотопная | δ18О                                                                        | КВ > КШ > МУ > КИ > АМ > ГР > БИ > ХЛ > ИЛ > МТ (сланцы,)                   | 0,61                                                                        |
| Изотопная | Эталон                                                                      | ГР > СФ > ОЛ > КП > ОП > АМ > АП > БИ > МУ > ФЛ > ПЛ > НЕ > КШ > СЛ         | 0                                                                           |
| Изотопная | 87Sr/86Sr                                                                   | (БИ,ОП) > МУ > ГР > (КШ,ОЛ) > (КП,НЕ,АМ) > ПЛ > АП > СФ                     | 0,37                                                                        |
| Изобарная | 87Sr/87Rb                                                                   | ПЛ > АП > СФ > (МЕ,АМ) > КШ > МУ > БИ                                       | 0,33                                                                        |
| Изобарная | 87Sr/87Rb                                                                   | КП > ОП > ОЛ > ФМ > БИ                                                      | 0,13                                                                        |
| Изобарная | 40Ar/40K                                                                    | АМ > МУ > [НЕ,(КП ≈ ОП)] > (СД,КВ) > БИ > ПЛ > КШ > ФЛ                      | 0,30                                                                        |
| Примечание:АФ-арвфедсонит;ГЛ-галенит;ГР-гранат;ИЛ-ильменит;КЛ-кальцит;КВ-кварц;КИ-кианит;КП-клинопироксен;НЕ-нефелин;ОР-ортит;ОП-ортопироксен;ПИ-пирит;ПХ-пирохлор;СД-содалит;УР-уранинит;ФЛ-флогопит;ХЛ-хлорит;ЦР-циркон;ЭВ-эвдиалит;ЭП-эпидот. |                                                                             |                                                                             |                                                                             |

## Экспериментальные фракционирования
Весь комплекс геологических наблюдений о поведении РГИИ в термоградиентном поле свидетельствует о возможности фракционирования их в природных условиях. К этому выводу пришло подавляющее число исследований, не упоминая при этом понятие
«фракционирование». Однако окончательный вывод о возможности явления могут сделать только экспериментальные исследования. В настоящее время весь комплекс исследований в этом направлении можно разделить на две группы, отличающиеся методическими приёмами анализа фракционирования: 
1. Термальный прогрев образцов с анализом изотопного состава выделившегося продукта или возгонов;
2. Выщелачивание (преимущественно изотопов свинца) из природных образований под действием различных реагентов, часто не имеющих прямого отношения в реальным условиям миграции изотопов.

Анализы обрабатывались с использованием выражения для коэффициента фракционирования
{\displaystyle \alpha ^{*}={\frac {(^{*}X/X)_{i}}{(^{*}X/X)_{o}}}}
где (*X/X)o и (*X/X)i — отношения изотопов элемента X исходное и после эксперимента. Индексом (*) помечен тяжёлый изотоп. Если рассматриваются изотопы двух элементов X и Y, то это выражение преобразуется в рабочее уравнение вида
{\displaystyle (^{*}X/X)_{m}=S^{*}\cdot {(^{*}Y/Y)_{n}}+F^{*}}
где m и n — некоторые соединения. Часто m = n. В этом уравнении параметр S* = f(T).
Цель этих экспериментов: выявление степени сохранности изотопных отношений в различных термодинамических условиях.
Для экспериментов характерно:
- 1.Результаты экспериментов не рассматриваются с позиции фракционирования РГИИ, что ведёт к игнорированию явления равновесности распределений.
- 2.Согласно теории фракционирования необходимо изучения изотопного состава двух соединений, но в данных исследованиях рассматривается только одно соединение. Например при выделении Pb из минерала определяют изотопное отношение только в возгоне и не анализируется состав остатка от возгона. То же самое отмечается и при выщелачивании: анализируется только выщелат, не трогая остаток от выщелачивания.
- 3.Все эксперименты заканчиваются качественной констатацией результатов изменения изотопных отношений без расчёта соответствующих параметров: показателя фракционирования, кинетических коэффициентов и пр.

### Воздействие выщелачивания
Экспериментальному воздействию были подвергнуты изотопы Pb (около 92 % изученных выборок), реже изобары Sr-Rb, минимально — изобары K-Ar. Изотопы Pb изучались, как правило, в акцессорных цирконах и монацитах, полевых шпатах (чаще калиевые полевые шпаты, плагиоклазы), биотитах, уранините, гранитах и др. породах и минералах. Изобары Sr-Rb- в хондрите (Mittlefehldt D.W. et al), в базальте (Elderfild H, et al), изобары K-Ar — в биотите (Апруб С. В.) и т. д.
Основные агенты выщелачивания: кислоты азотная, реже HCl, HF и уксусная, редко  дисциллированная вода. Кислоты - высоких концентраций вплоть до концентрированных, температуры — более 80оС. Время выщелачиваний колебалось от первых часов до месяца. Обычно изучались единичные пробы, спорадически без соблюдения требований об установлении изотопных равновесий.
Главная цель исследований — выявление степени устойчивости РГИИ в сильно агрессивных средах для установления точности определения возраста пород. Систематические и целенаправленные исследования для выявления основных закономерностей миграции РГИИ и их фракционирования не проводились. Проведено обобщения этих данных. Фрагменты этих исследований приведены на рис.4. При обобщении использовано представление о коэффициентах разделения α в виде
{\displaystyle \alpha _{i}={\left({\frac {^{i}Pb}{^{204}Pb}}\right)_{min}}/{\left({\frac {^{i}Pb}{^{204}Pb}}\right)_{s}}}
где min-исследуемый минерал, s -выщелат (полученный раствор) либо другой минерал; i = 206, 207, 208.
Данные рис.4 для акцессорных цирконов и монацитов (рис.4А) и полевых шпатов (рис.4Б) показывают наличие определённых закономерностей в процессах перераспределения изотопов Pb между исследуемым минералом и взаимодействующей с ним фазой, которые выражаются в линейном характере поведения параметров lnα. На рис.4В показано аналогичное распределение изотопов Pb между акцессорным галенитом и вмещающим его гранитом. Наличие аналогичной линейной зависимости между параметрами lnα позволяет сделать предположение о существовании геохимического изотопного равновесия между этими субстанциями.

### Моделирование фракционирования
При проведении экспериментальных работ различного типа и уровня всегда происходит добавление или удаление из системы РГИИ. Это позволяет для качественной оценки влияние привноса (выноса) РГИИ проводить численное моделирование. С этой целью для некоторой исходной (эталонной) группы анализов, например, свинцовой, с известными значения возраста tэт добавляется некоторое количество изотопов свинца, затем по новым данным рассчитывается возраст t*, по оценке которого с эталонным оценивается влияние добавления в систему изотопа. Тогда to- возраст примесного свинца;
tp — возраст радиогенной добавки. t1, t2 и t3 — возраста, рассчитываемые соответственно по уравнениям:
{\displaystyle ^{206}Pb_{p}=^{238}U\cdot {f_{8}(t_{1})}};
{\displaystyle ^{207}Pb_{p}=^{235}U\cdot {f_{5}(t_{2})}};
{\displaystyle {\gamma }_{p}=f(t_{3})={\frac {^{207}C_{p1}}{^{206}C_{p1}}}=R(U){\frac {f_{5}(t)}{f_{8}(t)}}}
Выделяются механизмы изменений параметров изохрон:
1. Примесный фактор — величина зависит от концентраций Pb и изотопных отношений (не изучен);
2. Примесный фактор — величина постоянная, он не зависит от концентраций Pb и изотопных отношений. Этот механизм изучен экспериментально (численные эксперименты) и теоретически.

В эксперименте оценивались следующие факторы: 

1).Изменение концентраций валового свинца:
- 1а) Pb*= nPb (в эксперименте n = 0,5; 2). Найдено влияние на параметры уравнений (4) и (5), но возраст t свинцов Pbo и Pbp не изменяется.
- 1б) Pb*= Pb ± l (l = 1; 2) влияет на возраст to с сохранением t1. С ростом l величина to растет в случае (Pb + l) и уменьшается при (Pb — l).

2). Изменение величины изотопных отношений Х (=206Pb/204Pb) и Y (=207Pb/204Pb):
- 2а) соотношения типа Х*= Хβх (β = 0,667; 0,833; 0,909; 1,1) равносильны равенству iC* = iCki (Σki ≈ 4 и ki = βi(L/L*), L и L* суммы исходных и измененных отношений соответственно). Изменение X и Y меняет все возраста при сохранении соотношений между

t1, t2 и t3.
- 2б).X*= X ± lx (l= 10,20,50,100). Также iC* = iCki в частности, βх = (X+lx)/X. При перемене X и Y изменяется to с сохранением t1, t2 и t3. Значения to увеличиваются при росте ly и уменьшаются при росте lx.